# Hagebyhöga landskommun
Hagebyhöga landskommun var en tidigare kommun i Östergötlands län.

## Administrativ historik
När 1862 års kommunalförordningar trädde i kraft inrättades i Sverige cirka 2 500 kommuner. Huvuddelen av dessa var landskommuner (baserade på den äldre sockenindelningen), vartill kom 89 städer och åtta köpingar. Då inrättades i Hagebyhöga socken i Aska härad i Östergötland denna kommun. 
Vid kommunreformen 1952 uppgick denna landskommun i Aska landskommun. Denna uppgick 1974 i Motala kommun, och vid delningen av den kommunen 1980 övergick detta område till Vadstena kommun.